# Vlag van Streefkerk
De vlag van Streefkerk is op 16 september 1971 bij raadsbesluit vastgesteld als de officiële gemeentelijke vlag van de Zuid-Hollandse gemeente Streefkerk. De vlag wordt als volgt beschreven:
Geel met op de helft van de vlaghoogte een golvende blauwe baan met een hoogte van 1/3 van de vlaghoogte. Op deze baan zijn op 1/3 en op 2/3 van de vlaglengte witte lelies geplaatst.
De vlag is afgeleid van het gemeentewapen. De blauwe lijn stelt de rivier de Lek voor. De toevoeging van de blauwe lijn geeft een betere herkenbaarheid van de vlag, omdat wit op geel op een wapperende vlag nauwelijks zichtbaar is.
In 1986 werd de gemeente Streefkerk samen met de gemeenten Groot-Ammers, Langerak en Nieuwpoort heringedeeld tot gemeente Liesveld. De vlag is daardoor als gemeentevlag komen te vervallen. Op 1 januari 2013 is Liesveld opgegaan in de gemeente Molenwaard. Molenwaard maakt sinds 1 januari 2019 deel uit van de gemeente Molenlanden.

## Verwante afbeeldingen

Het wapen van Streefkerk

Alkemade 
· Ameide 
· Ammerstol 
· Arkel 
· Asperen 
· Benthuizen 
· Bergambacht 
· Bergschenhoek 
· Berkel en Rodenrijs 
· Bernisse 
· Binnenmaas 
· Bleiswijk 
· Bleskensgraaf en Hofwegen
· Bodegraven 
· Boskoop
· Brielle 
· Cromstrijen 
· De Lier 
· Delfshaven 
· Dirksland 
· Everdingen 
· Geervliet 
· Giessenburg 
· Giessenlanden
· Goedereede 
· Goudswaard 
· Graafstroom 
· 's-Gravendeel 
· 's-Gravenzande 
· Groot-Ammers
· Hagestein 
· Haastrecht 
· Hazerswoude 
· Heenvliet 
· Heerjansdam 
· Hei- en Boeicop
· Heinenoord
· Hellevoetsluis 
· Hillegersberg
· Jacobswoude
· Kamerik
· Korendijk
· Koudekerk aan den Rijn
· Krimpen aan de Lek
· Langerak
· Leerdam
· Leidschendam
· Leimuiden
· Lexmond
· Liemeer
· Liesveld
· Maasland
· Middelharnis
· Mijnsheerenland
· Moerhuizen
· Moerkapelle
· Molenwaard
· Monster
· Moordrecht
· Naaldwijk
· Nederlek
· Nieuw-Beijerland
· Nieuwerkerk aan den IJssel
· Nieuw-Lekkerland
· Nieuwpoort
· Nieuwveen
· Noordwijkerhout
· Nootdorp
· Numansdorp
· Oostflakkee
· Oostvoorne
· Oud-Alblas
· Oud-Beijerland 
· Oude-Tonge 
· Oudenhoorn 
· Ouderkerk 
· Ouderkerk aan den IJssel
· Overschie
· Piershil 
· Pijnacker 
· Poortugaal 
· Puttershoek 
· Reeuwijk 
· Rhoon 
· Rijnsaterwoude 
· Rijnsburg 
· Rijnwoude 
· Rockanje 
· Rozenburg 
· Sassenheim 
· Schelluinen 
· Schipluiden 
· Schoonhoven 
· Schoonrewoerd 
· Sommelsdijk 
· Spijkenisse 
· Streefkerk 
· Strijen 
· Ter Aar 
· Valkenburg 
· Vianen 
· Vierpolders 
· Vlist 
· Voorburg 
· Voorhout 
· Warmond 
· Wateringen 
· Westmaas 
· Westvoorne 
· Woerden 
· Woubrugge 
· Zederik 
· Zevenhoven 
· Zevenhuizen 
· Zevenhuizen-Moerkapelle 
· Zuid-Beijerland 
· Zuidland 
· Zwammerdam 
· Zwartewaal